# Minami Hinata
Minami Hinata (japanisch 日向 未南 Hinata Minami; * 24. Januar in der Präfektur Fukushima) ist eine japanische Synchronsprecherin.

## Leben und Karriere
Hinata wurde am 24. Januar in Präfektur Fukushima geboren. Sie wurde durch ihre Rolle als Bojji in der Anime-Serie Ranking of Kings bekannt. Für ihre Leistungen wurde sie 2023 bei den 17. Seiyū Awards mit dem Preis für den besten Nachwuchsschauspieler ausgezeichnet. 2024 wurde in der Anime-Serie Rinkai! die Figur Ai Kumamoto von ihr gesprochen.

## Filmografie

### Anime
- 2021: Super Cub – Schülerin
- 2021: Ich habe 300 Jahre lang Schleim getötet und aus Versehen das höchste Level erreicht – Blue Dragon C
- 2021: Ranking of Kings – Bojji
- 2022: Kotarō wa Hitori Gurashi Tonosamans Sohn
- 2023: Pole Princess!! – Subaru Nanyo
- 2024: Rinkai! – Ai Kumamoto